# Таки Николов
Таки Николов Динча (на арумънски: Tachu Dincea) е български революционер от влашки произход, деец на Вътрешната македоно-одринска революционна организация.

## Биография
Таки Николов е роден в град Крушево, тогава в Османската империя. След краха на Илинденско-преображенското въстание от 1903 година се присъединява към ВМОРО. През 1905 година става четник в тиквешката чета на Добри Даскалов. През 1906 година е четник при Георги Мучитанов – Касапчето, а от края на 1907 година е самостоятелен войвода в Караферско, Воденско и Ениджевардарско, където се сражава с дейците на гръцката въоръжена пропаганда в Македония.
При избухването на Балканската война в 1912 година е доброволец в Македоно-одринското опълчение и е четник в четата на Методи Стойчев, освободила на 25 октомври в Крушевско. След войните се преселва в България, където умира на 19 август 1931 година от туберкулоза